# Hanns Lothar
Hanns Lothar (10 de abril de 1929 - 11 de marzo de 1967) fue un actor teatral, cinematográfico y televisivo de nacionalidad alemana, muy popular en los años 1950 y 1960.

## Biografía

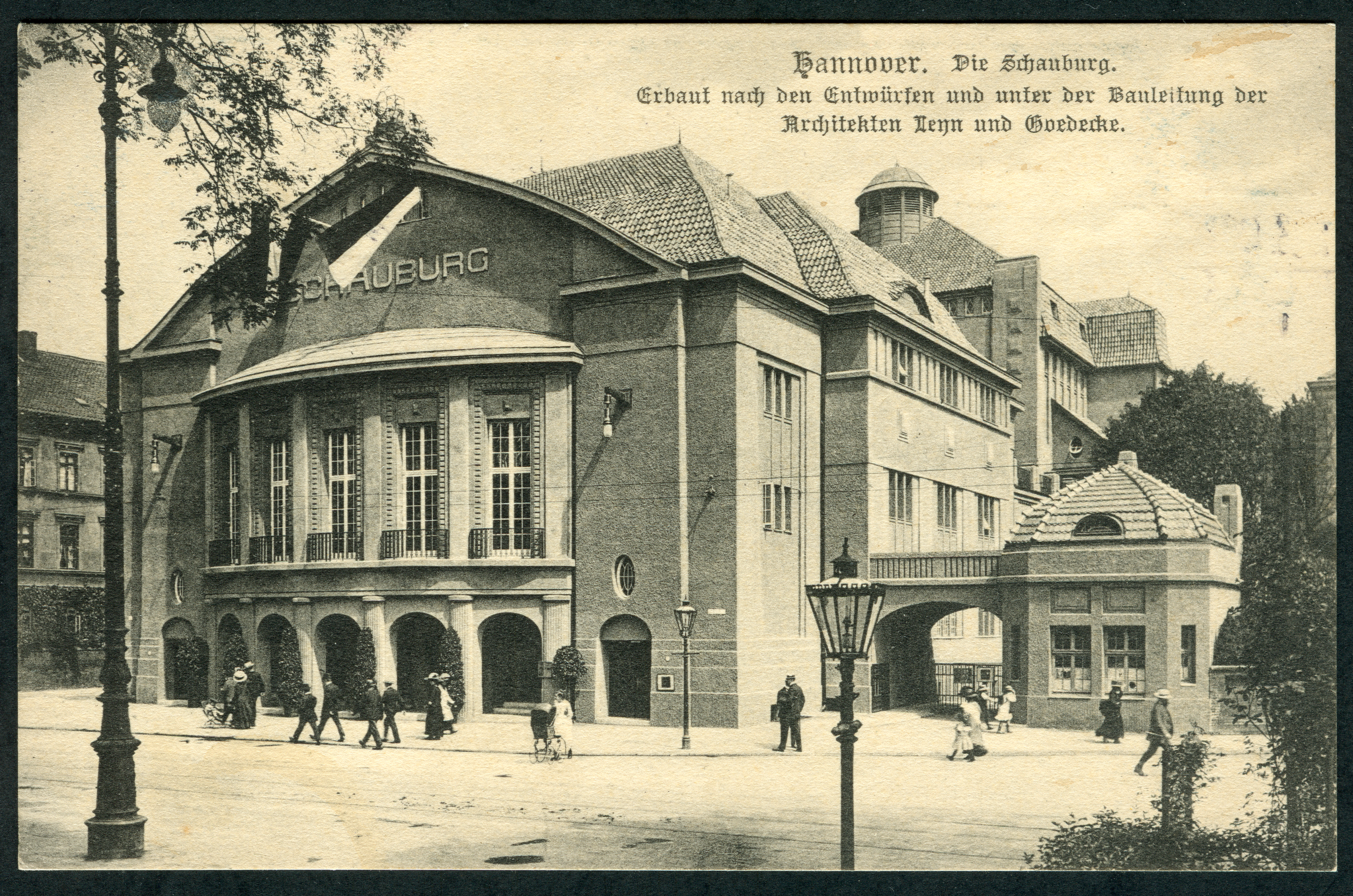
El Teatro Schauburg de Hannover, donde se iniciaron los hermanos Neutze

Su nombre completo era Hans Lothar Neutze, y nació en Hannover, Alemania, siendo sus padres Johann Neutze, un secretario judicial, y Else Radke. 
Sus hermanos eran los actores Günther Neutze y Horst Michael Neutze, con los cuales actuó en 1964 en el thriller Polizeirevier Davidswache, dirigidos por Jürgen Roland. Dios años después los tres volvieron a coincidir en el drama criminal emitido por la radio Reiche Leichen sind die besten, de Harald Vock.
Lothar hizo su primera actuación sobre el escenario en 1942 en la obra Der standhafte Zinnsoldat. Tomó clases de actuación de Max Gaede y en 1947 fue contratado para actuar en el Städtische Bühnen de Hannover. En 1951 trabajó en el Städtische Bühnen de Fráncfort del Meno, y en la temporada 1954/55 en el Landestheater de Hannover. Desde 1955 a 1962 formó parte de la compañía del Teatro Thalia de Hamburgo dirigido por Willy Maertens.
Su primera película fue Wege im Zwielicht (1948), dirigida por Werner Hesse. En la adaptación a la gran pantalla dirigida por Alfred Weidenmann de la novela de Thomas Mann, Buddenbrooks (1959), Lothar encarnó a Christian Buddenbrook.
En 1960, junto a su esposa Ingrid Andree, y con Therese Giehse y Peter Lühr actuó en la película Sturm im Wasserglas, adaptación a la pantalla de una pieza de Bruno Frank. El film más conocido de Lothar fue la sátira de 1961 Uno, dos, tres, dirigida por Billy Wilder, y en la cual encarnaba a Schlemmer, el prusiano correcto. En 1964, Lothar fue un piloto de caza en el telefilm Flug in Gefahr, en el cual actuaban Benno Sterzenbach y su hermano Günther Neutze. Además de las citadas actuaciones, Lothar trabajó con asiduidad para la pequeña pantalla, actuando en diferentes telefilmes.
Hanns Lothar estuvo casado desde 1950 a 1954 con la actriz Kari Noller, y desde el 31 de diciembre de 1959 hasta el 25 de junio de 1965 con otra actriz, Ingrid Andree. Se casó una tercera vez, con la actriz Susanne Lothar (1960–2012). Fruto de una relación con la actriz Elfriede Rückert (1918–2016), tuvo un hijo, el actor Marcel Werner (1952–1986). Menos de un año antes de su muerte, Lothar se casó en julio de 1966 con Gabriele Wiemer.
Hanns Lothar falleció en Hamburgo, Alemania, en 1967, a los 37 años de edad, a causa de una enfermedad renal. Sus restos fueron enterrados en el cementerio de Ohlsdorf.

## Filmografía
- 1948 : Wege im Zwielicht
- 1951 : Die Schuld des Dr. Homma
- 1955 : Das heiße Herz (TV)
- 1955 : Der Fall Winslow (TV)
- 1956 : Das träumende Mädchen (TV)
- 1956 : Keiner stirbt leicht (TV)
- 1957 : Minna von Barnhelm oder Das Soldatenglück (TV)
- 1957 : Die Festung (TV)
- 1957 : Das heiße Herz (TV)
- 1958 : Stunde der Wahrheit (TV)
- 1958 : Biedermann und die Brandstifter (TV)
- 1958 : Der Tod auf dem Rummelplatz (TV)
- 1958 : Begegnung in Singapur (TV)
- 1958 : Der Tod des Handlungsreisenden (TV)
- 1959 : Ende des 6. Stocks (TV)
- 1959 : Menschen im Netz
- 1959 : Buddenbrooks (2 partes)
- 1960 : Sturm im Wasserglas
- 1960 : Das Lied der Taube (TV)
- 1960 : Die Verwandlung (TV)
- 1960 : An heiligen Wassern
- 1960 : Der letzte Zeuge
- 1961 : Bis zum Ende aller Tage
- 1961 : Uno, dos, tres
- 1962 : Wenn beide schuldig werden
- 1962 : Seelenwanderung (TV)
- 1963 : Kleider machen Leute (TV)
- 1963 : Stalingrad (TV)
- 1963 : Wochentags immer
- 1963 : Schloß Gripsholm
- 1963 : Das Himmelbett (TV)
- 1963 : Der schlechte Soldat Smith (TV)
- 1963 : Freundschaftsspiel (TV)
- 1963 : Piccadilly null Uhr zwölf
- 1964 : Flug in Gefahr (TV)
- 1964 : Stunden der Angst (TV)
- 1964 : Die fünfte Kolonne (serie TV), episodio Eine Puppe für Klein-Helga
- 1964 : Polizeirevier Davidswache
- 1965 : Die Katze im Sack (miniserie TV)
- 1965 : Der neue Mann (TV)
- 1965 : 4 Schlüssel
- 1965 : Der Fall Harry Domela (TV)
- 1966 : Lange Beine – lange Finger
- 1966 : Wir machen Musik (TV)
- 1966 : Der Fall Lothar Malskat (TV)

## Radio
- 1961 : Jan Rys: Verhöre, dirección de Fritz Schröder-Jahn (NDR)

## Documentación sobre Hanns Lothar
Thorsten Niemann: Hanns Lothar – ein Kind, ein Clown, ein Spieler. Norddeutscher Rundfunk, Hamburgo 1999 (duración: 45 minutos; Videocassette)

## Premios
- 1960 : Filmband in Silber de los Deutscher Filmpreis por Buddenbrooks
- 1960 : Premio de la Crítica Alemana por Buddenbrooks
- 1961 : Goldener Bildschirm a la estrella masculina más popular
- 1961 : Filmband in Gold de los Deutscher Filmpreis por Der letzte Zeuge
- 1966 : Bronzener Bildschirm